# Ахей (митология)
Вижте пояснителната страница за други значения на Ахей.
Ахей (на старогръцки: Ἀχαιός, Achaios) в гръцката митология дава началото на ахейците.
В Библиотеката на Аполодор и според Страбон и Павзаний той е син на Ксут, синът на Елин и Креуза, дъщерята на Ерехтей. Той е брат на Йон. След изгонването на Ксут от Атина той отива с него в Aigaialos, която по-късно е наречена на него Ахая.
При Дионисий Халикарнаски той е син на Посейдон и Лариса. Според Сервий той е син на Юпитер и Фтия и той е брат на Пеласг и Фтий.
Синовете на Ахей са Архандър и Архилет.